# Hôtel Bristol Palace
L’hôtel Bristol Palace est un hôtel de luxe 4 étoiles situé dans le centre de Gênes, en Italie, sur la Via XX Settembre.

## Histoire
L'hôtel a été conçu par Dario Carbone et construit en 1905.
Pendant la Deuxième Guerre mondiale, il abritait le commandement allemand. À la fin de la guerre, il a abrité le Comité de libération nationale.

## Personnalités
L'hôtel a accueilli plusieurs célébrités, tels que l'Empereur du Japon Hirohito et les écrivains Edmondo De Amicis, Luigi Pirandello et Gabriele d'Annunzio. En 1926, Alfred Hitchcock a séjourné à l'hôtel pendant le tournage du film Le Jardin du plaisir.

## Galerie

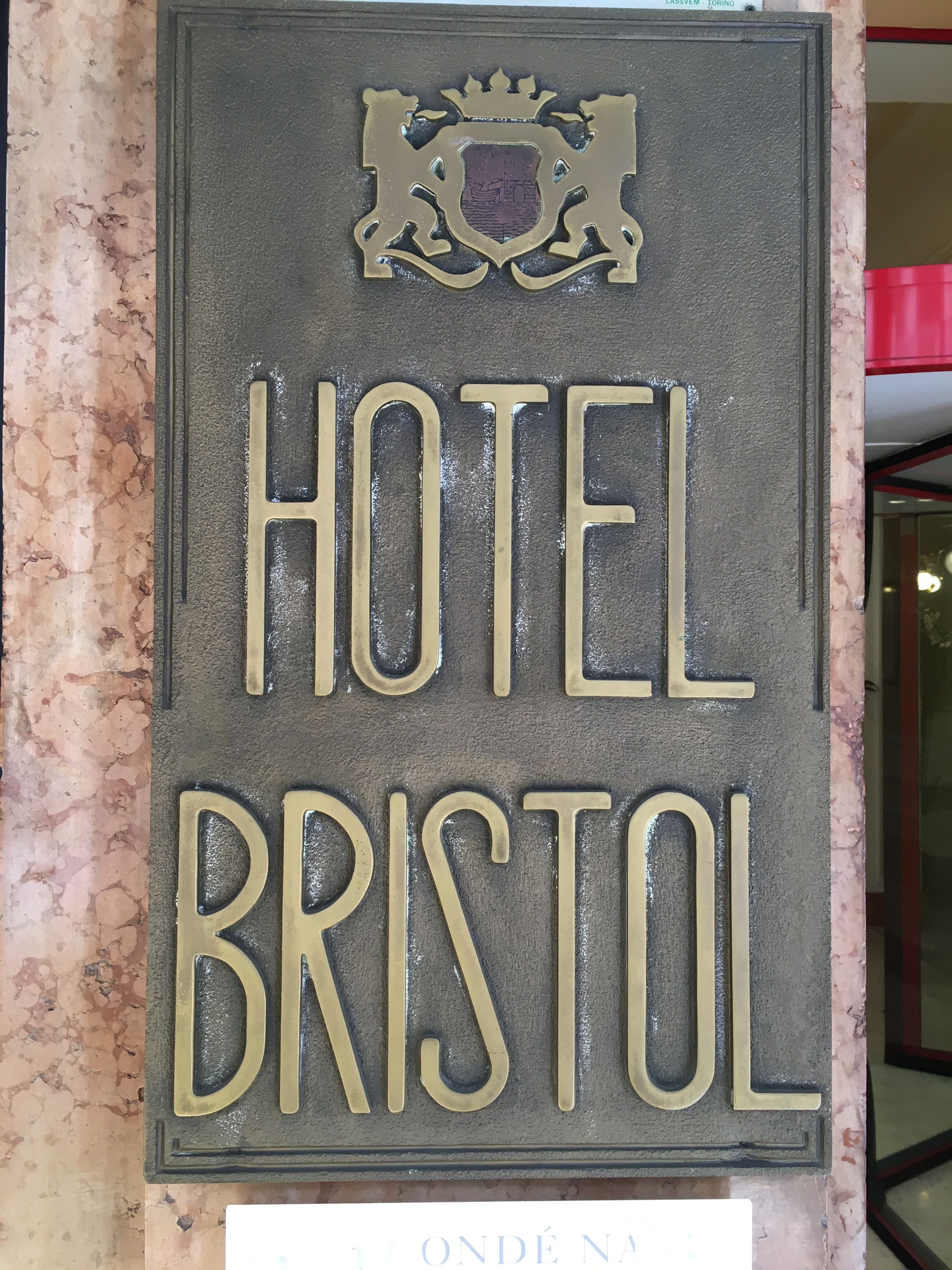
Plaque de l'Hôtel
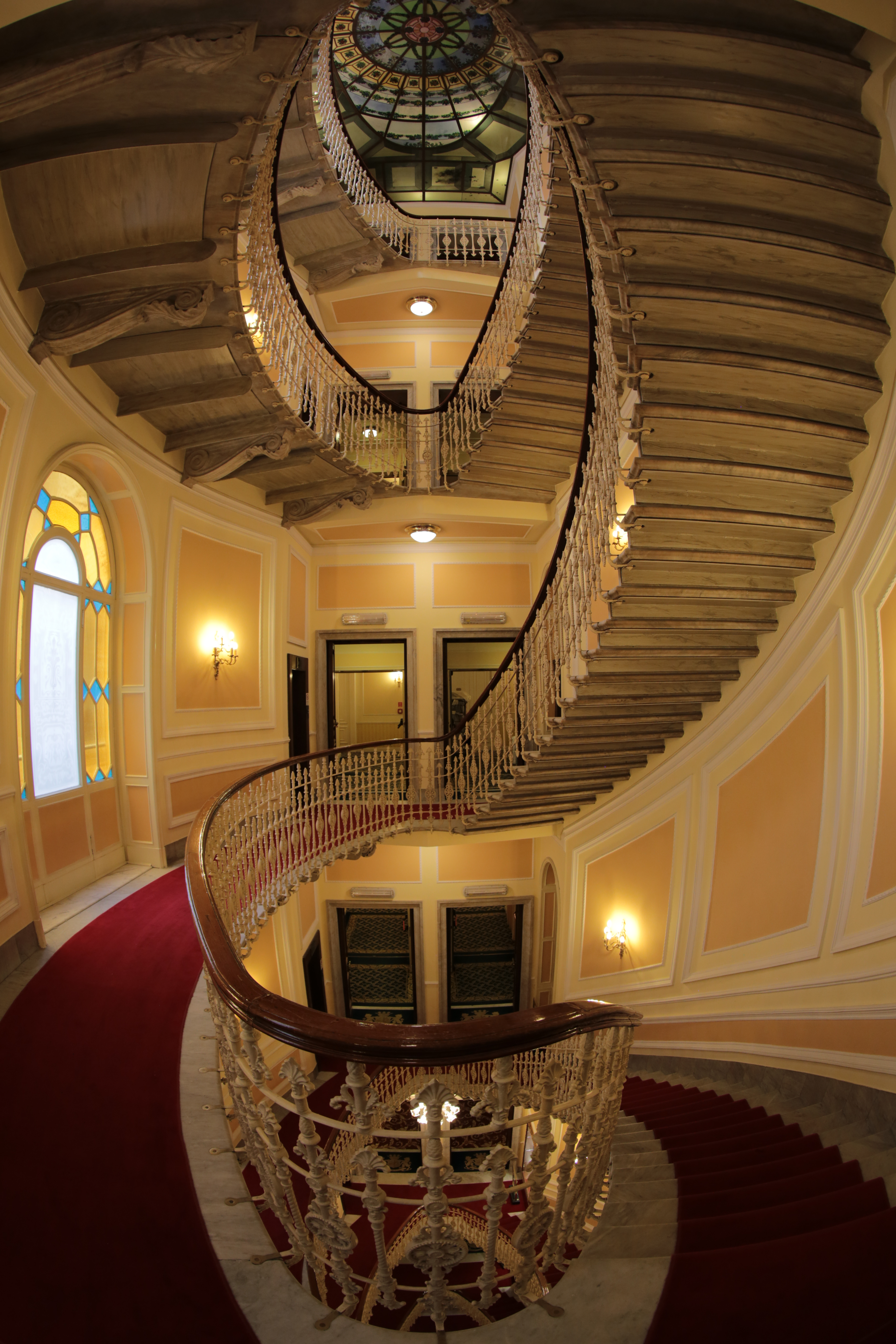
L'escalier de l'hôtel, photographié depuis le 5ème étage en 2016
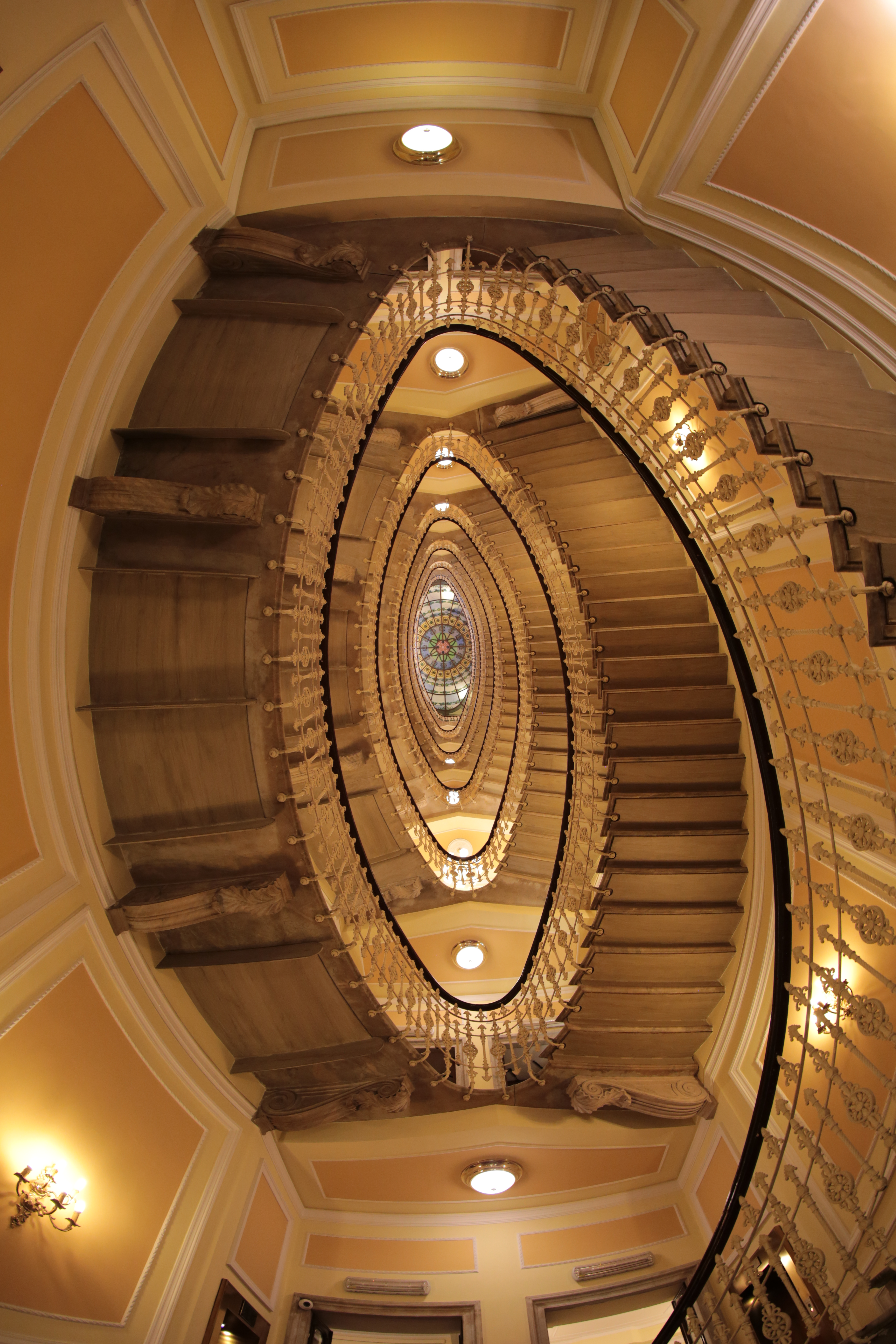
L'escalier de l'hôtel, photographié depuis le rez-de-chaussée en 2016
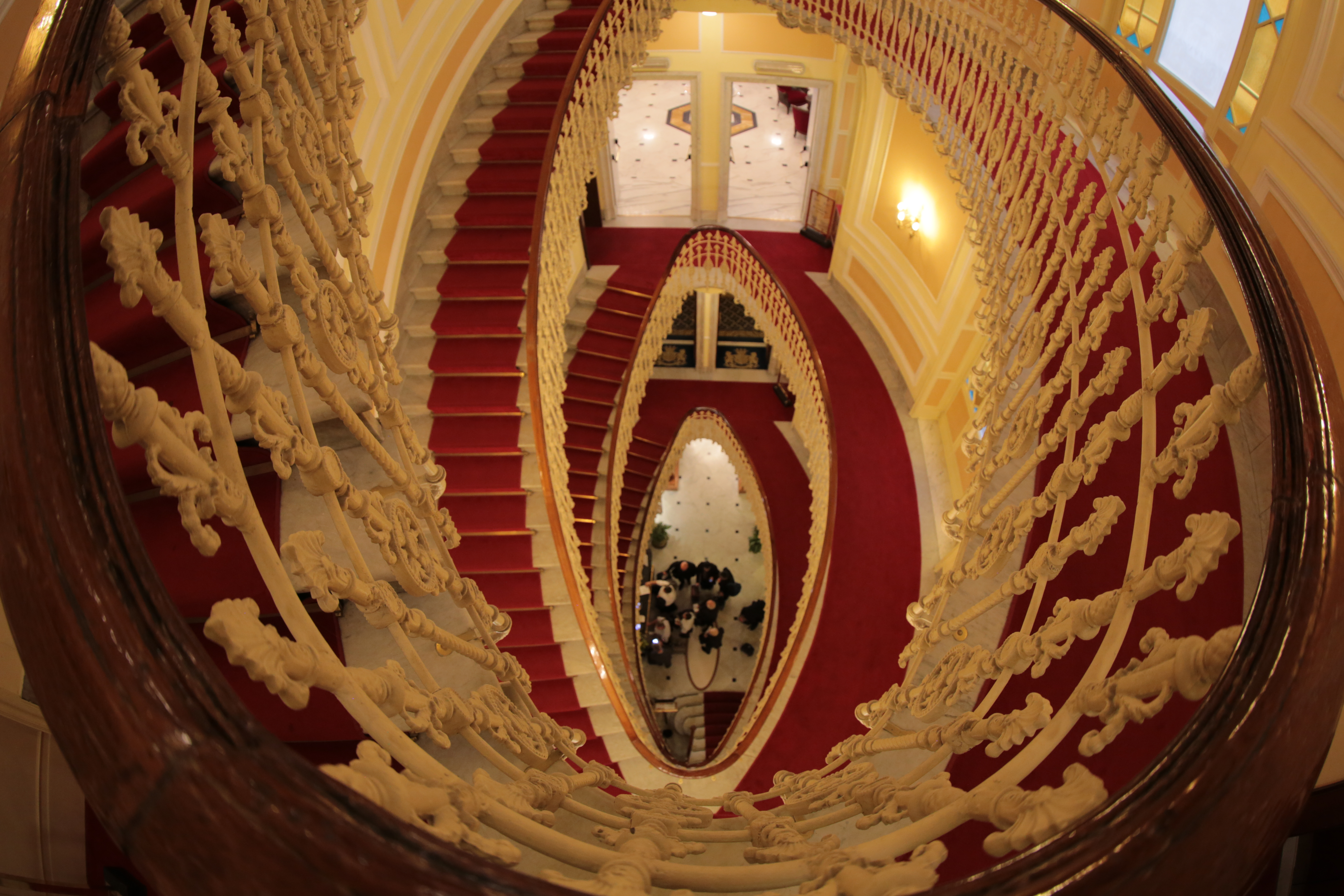
L'escalier de l'hôtel, photographié depuis le deuxième étage vers le bas en 2016
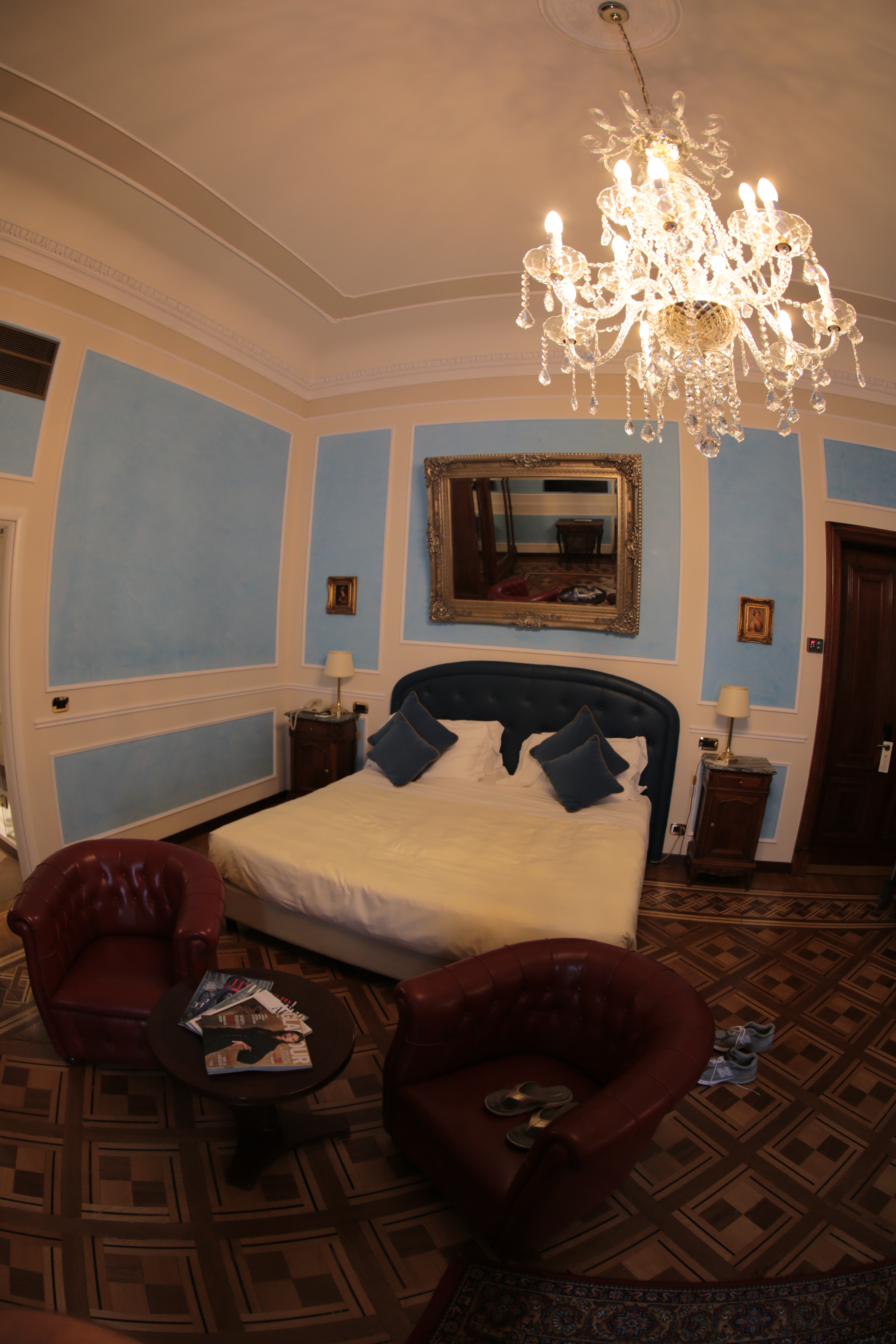
Chambre de l'hôtel, photographiée en 2016
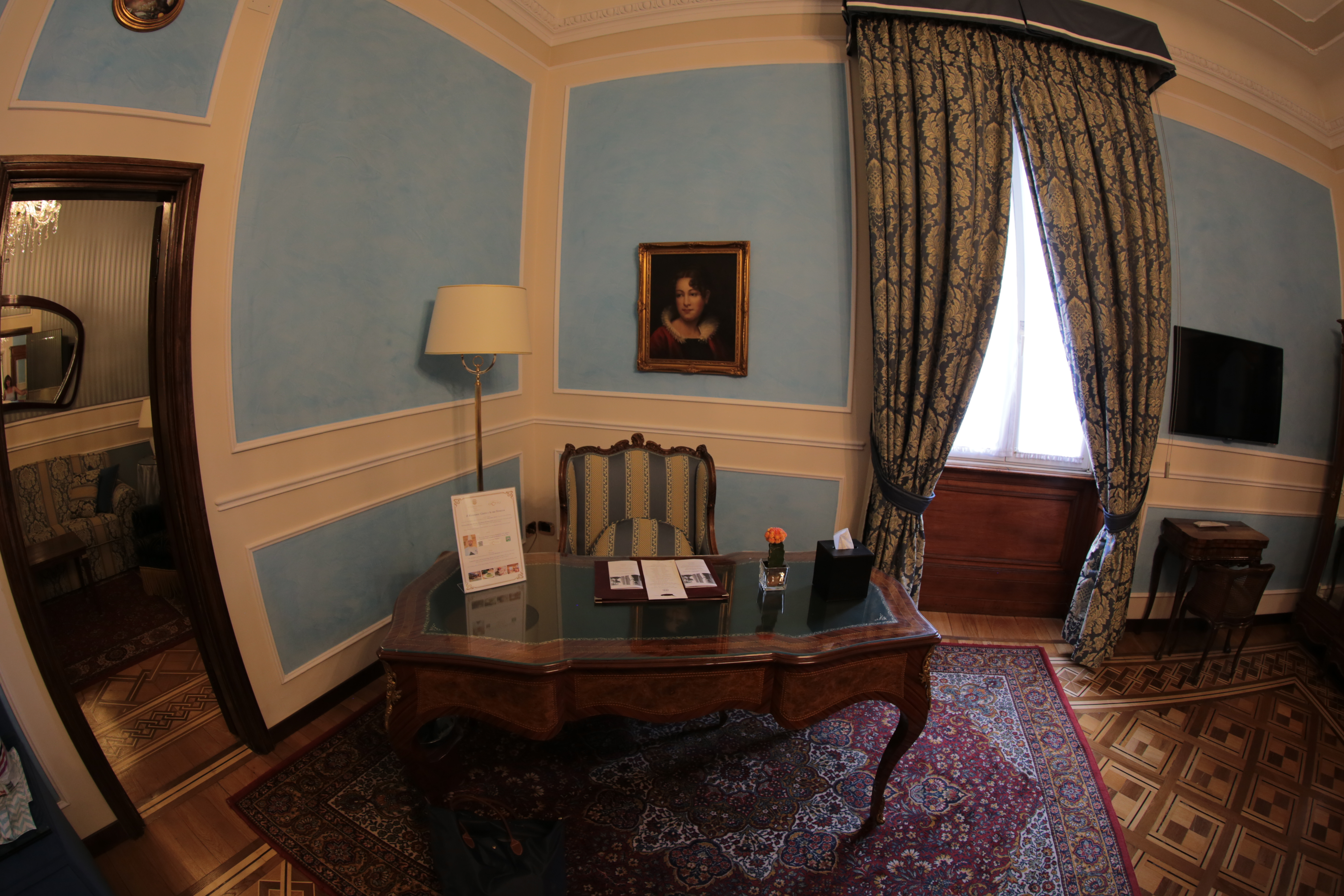
Chambre de l'hôtel, photographié en 2016
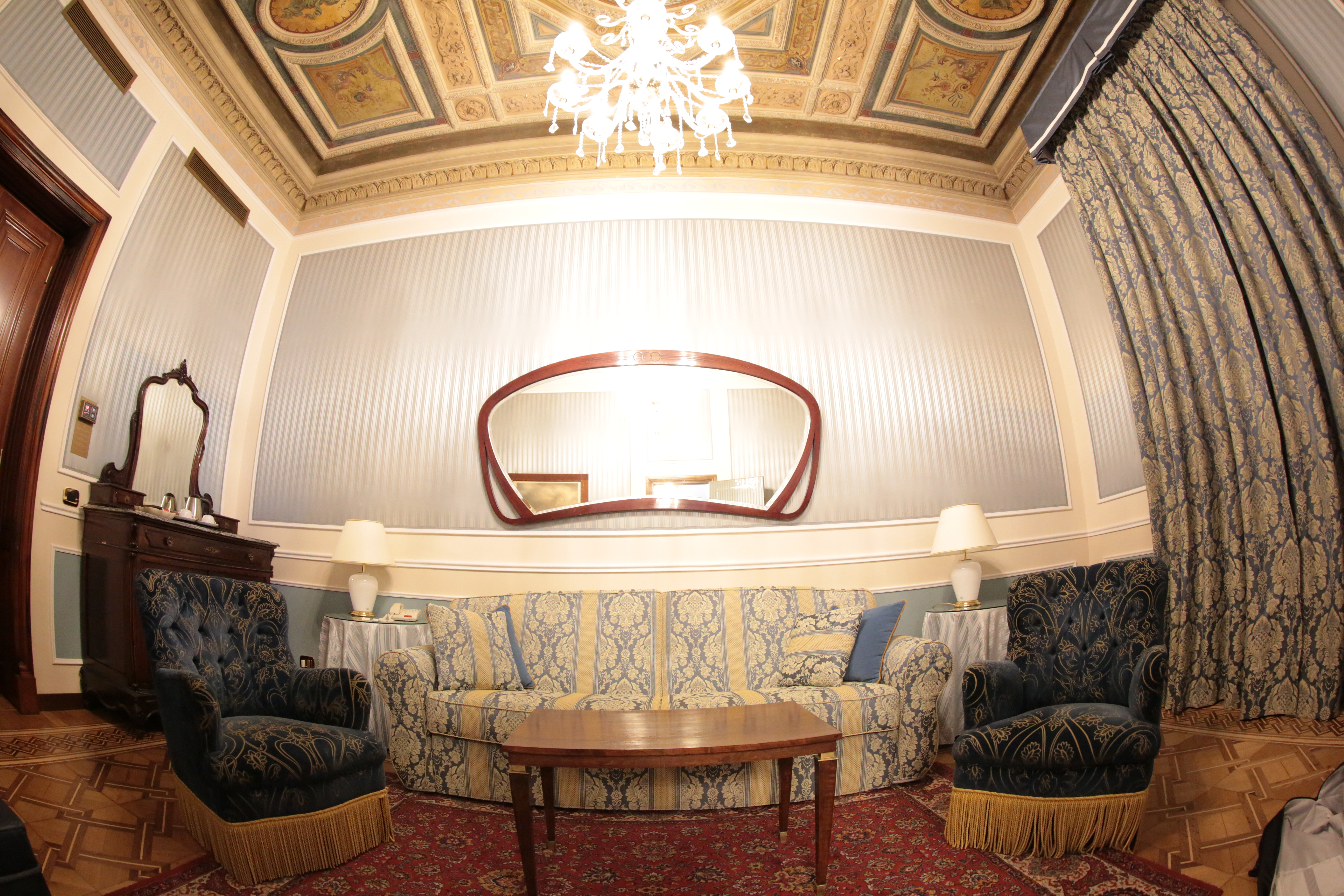
Chambre de l'hôtel, photographié en 2016
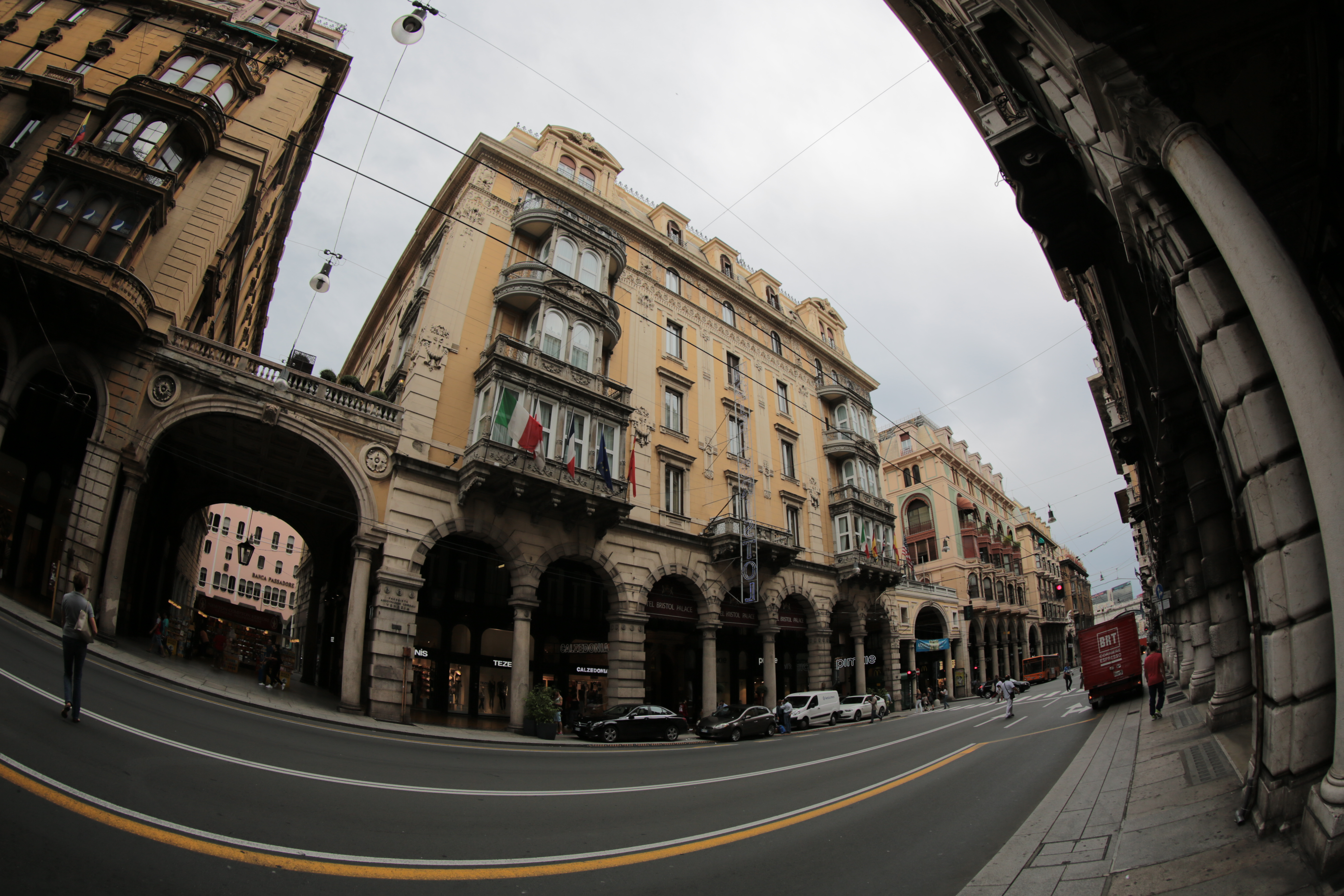
Vue de l'extérieur